# Johann August Mau
Johann August Mau (* 1. Mai 1777 in Altenkrempe; † 13. Juni 1861) war ein deutscher lutherischer Geistlicher sowie holsteinischer Politiker.

## Leben
Mau studierte an den Universitäten Kiel und Jena Theologie und wurde 1804 zum Pastor in Hollingstedt (Treene) ernannt. Er wechselte 1808 nach Probsteierhagen; 1821 wurde er Hauptpastor zu Schönberg in Ostholstein und blieb dies bis zu seinem Tode. In der dortigen Kirche findet sich noch heute ein Mau wiedergebendes Ölbild.
1838 wurde er Mitglied der Holsteinischen Ständeversammlung als Abgeordneter der Geistlichkeit und Assessor des Landeskonsistoriums in Kiel.
Sein Schaffen wurde von der Universität Kiel mit einem Dr. theol. h. c. und vom dänischen König – als Herzog von Holstein – mit dem Dannebrogorden geehrt.
Mau war seit 1804 verheiratet mit Marie Luise Carstens, mit der er 14 Kinder zeugte, darunter den Theologieprofessor und (zweimaligen) Rektor der Universität Kiel Heinrich August Mau. Der Archäologe August Mau, der Pastor Heinrich Mau, der Soziologe Ferdinand Tönnies, der Politiker Gert Tönnies und der Jurist Karl Jeß sind Enkel von Johann August Mau; der Philosoph Max Wundt, der Biochemiker Gerrit Tönnies, der Ingenieur Jan Friedrich Tönnies, der Orthopäde Carl Mau, der Philologe Jürgen Mau und der Augenarzt Adolf Jess Urenkel; der Widerständler Harro Schulze-Boysen, der Diplomat Hartmut Schulze-Boysen, der Politikwissenschaftler Klaus Hinrich Heberle, der Physiker Jan Peter Toennies, der Theologe Carl H. Mau, der Orthopäde Hans Mau und die Publizistin Sibylle Tönnies Ur-Urenkel.